# Gennaro Righelli
Salvatore Gennaro Righelli (Salerno, 12 dicembre 1886 – Roma, 6 gennaio 1949) è stato un regista, sceneggiatore e attore italiano, fra i più popolari del suo tempo e attivo sia all'epoca del muto che del sonoro.

## Biografia
Figlio dell'attore napoletano Angelo e della bolognese Maria Galassi, intraprese dal 1902 l'attività teatrale in una compagnia dialettale al seguito del padre. 
Si accostò al cinema nel 1911, quando esordì per la romana Cines nel film La fidanzata di Messina, a cui fecero seguito altre pellicole come Giovanna la pallida e Povera Dora!. Passato alla Vesuvio Films, dove fu attore-regista di un buon numero di film fino al 1913, gran parte dei quali girati assieme a Maria Mauro (all'epoca sua moglie), fu alla Tiber Film nel 1916 e nel 1920 alla Fert, dove fu autore prolifico tra ispirazione letteraria (Il Viaggio, 1921) e melodramma di suggestiva ambientazione (Cainà, l'isola e il continente, 1922).
Agli inizi degli anni venti, a seguito della crisi che colpì il cinema italiano, Righelli si unì alla schiera di registi italiani, da Mario Almirante a Mario Bonnard, da Guido Brignone a Amleto Palermi, che decisero di trasferirsi in Germania. Giunto a Berlino, il regista venne scritturato dal produttore Jakob Karol e, assieme a Maria Jacobini, fondò la casa cinematografica Maria Jacobini-Film GmbH, dalla quale uscì il film dal titolo Bohème - Künstlerliebe. Nel 1925 Righelli sposò la Jacobini, che prese parte a molti suoi film.
Nel periodo della sua permanenza in Germania, Righelli realizzò oltre una quindicina di film tra il 1923 e il 1929, che probabilmente furono le migliori opere della sua carriera, come ad esempio Le rouge et le noir e Il presidente di Costa Nueva (entrambi del 1928), film che riscossero successo in tutta Europa, e con i quali il regista campano ebbe il merito di valorizzare l'attore Ivan Mozžuchin. Personalità poliedrica, diresse grandi film storici, drammi popolari e garbate commedie sentimentali.
Tornato in Italia, Righelli, considerato un artigiano scrupoloso e attento ai gusti del pubblico, venne preferito da Stefano Pittaluga, responsabile del gruppo Cines-Pittaluga, al più dotato ma meno esperto Alessandro Blasetti, per la regia del primo film sonoro italiano, La canzone dell'amore (1930), con protagonisti gli attori Dria Paola, Isa Pola ed Elio Steiner, ispirato ad un'opera di Luigi Pirandello.
Nel corso degli anni trenta, Righelli diresse diverse commedie, alcune delle quali videro come protagonista l'attore siciliano Angelo Musco, in titoli come L'aria del continente (1935), Pensaci, Giacomino! (1936), Lo smemorato (1936), Gatta ci cova (1937). Nell'immediato dopoguerra il regista diresse Anna Magnani in due film che ebbero un notevole successo di pubblico: Abbasso la miseria! (1945) e Abbasso la ricchezza! (1946), quest'ultimo interpretato dalla grande attrice romana al fianco di Vittorio De Sica.

## Vita privata
Sua figlia Lea divenne madre dei registi Luciano e Sergio Martino.

## Filmografia parziale

### Regista
- Andreuccio da Perugia (1910)
- La vita di una chanteuse – cortometraggio (1911)
- Per la tua bambina – cortometraggio (1911)
- L'eroica fanciulla di Derna (1912)
- Der Tugendbund (La lega della virtù) (1912)
- Il santuario della montagna – cortometraggio (1913)
- Il sogno patriottico di Cinessino – cortometraggio (1915)
- La macchia nel blasone – cortometraggio (1915)
- Diomira si diverte – cortometraggio (1915)
- Primo ed ultimo bacio (1916)
- Alla capitale (1916)
- Febbre di gloria (1916)
- Nella città eterna (1916)
- Il romanzo di un cane povero – cortometraggio (1916)
- Per tutta la vita (1917)
- L'ombra che passa (1917)
- Come le foglie (1917)
- C'era una volta (1917)
- Demonietto (1917)
- Quando il sole tramonta (1917)
- Il nipote d'America (1917) – cortometraggio
- Camere separate (1917)
- Duecento all'ora (1918)
- L'autunno dell'amore (1918)
- L'articolo IV (1918)
- La signora delle perle (1918)
- Venti giorni all'ombra (1918)
- Mademoiselle Pas-Chic (1918)
- Il veleno del piacere (1918)
- La canaglia di Parigi (1919)
- La peccatrice casta (1919)
- La regina del carbone (1919)
- Le avventure di Doloretta (1919)
- L'innamorata (1920)
- La vergine folle (1920)
- La casa di vetro (1920)
- Amore rosso (1921)
- Il richiamo (1921)
- Addio Musetto (1921)
- Il viaggio (1921)
- La casa sotto la neve (1922)
- Cainà (conosciuto anche come L'isola e il continente) (1922)
- L'incognita (1922)
- Il sogno d'amore (1922)
- Bohème - Künstlerliebe (1923)
- Steuerlos (1924)
- Oriente (Orient) (1924)
- Una moglie e... due mariti (1924)
- Die Puppenkönigin (1925)
- Il transatlantico  (Der Bastard; 1925)
- Catene (1925)
- Der Meister der Welt (1927)
- Swengali (1927)
- Heimweh (1927)
- Il rovente Sahara (Frauenraub in Marokko; 1928)
- Il presidente di Costa Nueva (Der Präsident; 1928)
- Rouge et noir (Der geheime Kurier; 1928)
- Fünf bange Tage (1928)
- Il cerchio dei pugnali (Sensation im Wintergarten ; 1929)
- Die Nacht des Schreckens (1929)
- La canzone dell'amore (1930)
- La dernière berceuse (1931)
- Patatrac (1931)
- La scala (1931)
- L'armata azzurra (1932)
- Il presidente della Ba. Ce. Cre. Mi. (1933)
- La fanciulla dell'altro mondo (1934)
- L'ultimo dei Bergerac (1934)
- Il signore desidera? (1934)
- Al buio insieme (1935)
- Quei due (1935)
- La luce del mondo (1935)
- Lo smemorato (1936)
- Amazzoni bianche (1936)
- Pensaci, Giacomino! (1936)
- Lasciate ogni speranza (1937)
- Gatta ci cova (1937)
- Il destino in tasca (1938)
- Hanno rapito un uomo (1938)
- L'ultimo scugnizzo (1938)
- L'allegro cantante (1938)
- Fuochi d'artificio (1938)
- La voce senza volto (1939)
- Il barone di Corbò (1939)
- Il cavaliere di San Marco (1939)
- Due occhi per non vedere (1939)
- L'aria del continente (1939)
- Forse eri tu l'amore (1939)
- Le educande di Saint-Cyr (1939)
- Manovre d'amore (1940)
- Il pozzo dei miracoli (1941)
- Orizzonte di sangue (1942)
- Colpi di timone (1942)
- Tempesta sul golfo (1943)
- La storia di una capinera (1943)
- Abbasso la miseria! (1945)
- Abbasso la ricchezza! (1946)
- Il corriere del re (1947)

### Regista e attore
- La fidanzata di Messina – cortometraggio (1911)
- Giovanna la pallida – cortometraggio (1911)
- Una lotta nelle tenebre (1912)
- Il decamerone (1912)
- Due destini (1912)
- Il capriccio di un principe – cortometraggio (1913)
- Hussein il pirata – cortometraggio (1913)

### Attore
- Amore di schiava, regia di Enrique Santos (1910)
- Amore di torero, regia di Enrique Santos (1910)
- Sperduta, regia di Enrique Santos (1911)
- La portatrice di pane, regia di Romolo Bacchini (1911)
- Stella del cinema, regia di Mario Almirante (1931)